# Madeleine Damerment
Madeleine Damerment, née le 11 novembre 1917 à Tortefontaine et morte le 13 septembre 1944 à Dachau, est une résistante française pendant la Seconde Guerre mondiale. Elle travaille d'abord dans le réseau d'évasion PAT, puis est parachutée comme courrier du réseau Bricklayer de la section F du Special Operations Executive, mais elle est arrêtée à l'atterrissage, déportée et exécutée par les Allemands.

## Identités
- État civil : Madeleine Zoe Damerment
- Comme agent du SOE :
  - Nom de guerre (field name) : « Solange »
  - Nom de code opérationnel : Dancer (en français: Danseur ou Danseuse)
  - Fausse identité : Martine Dussautoy.

Parcours militaire :
- FANY (First Aid Nursing Yeomanry)
- SOE, section F ; F Section SOE ; grade : enseigne (en anglais: ensign) ; matricule : F/37

Pour accéder à des photographies de Madeleine Damerment, se reporter au paragraphe Sources et liens externes en fin d'article.

## Biographie
Madeleine Damerment est née à Tortefontaine le 11 novembre 1917, fille de Charles et de Madeleine Damerment, habitant à Lille.
Elle travaille en France comme assistante de Michael Trotobas pour la ligne d'évasion PAT initiée en janvier 1941 par Ian Garrow, et dirigée par la suite par Pat O'Leary (Albert Guérisse), comme c'est le cas d'Andrée Borrel et de Nancy Wake. Quand la région nord du réseau est trahie par Harold Cole, Madeleine est rapatriée par le réseau en Angleterre début 1942.
Une fois en Angleterre, Madeleine Damerment s'engage dans le Special Operations Executive (SOE), section F. Entraînée pour devenir le courrier du réseau Bricklayer, elle est parachutée en France, à environ 30 km à l'est de Chartres, dans la nuit du 28 au 29 février 1944, avec France Antelme, le chef de réseau, et Lionel Lee, l'opérateur radio. Le travail a été découvert et leur retour a été accueilli par la Gestapo qui, après un bref interrogatoire, les arrête et les emmène avenue Foch à Paris. Elle est incarcérée à la prison de Fresnes. Le matin du 12 mai, Madeleine Damerment, en même temps que sept autres agents féminins du SOE, Andrée Borrel, Diana Rowden, Yolande Beekman, Vera Leigh, Odette Sansom, Éliane Plewman et Sonia Olschanezky, est extraite de la prison de Fresnes. Elles ne se connaissent pas les unes les autres, n'ayant jamais eu à se côtoyer, ni à l'entraînement, ni sur le terrain, ni en prison. Elles sont envoyées au quartier général du SD, avenue Foch, où elles sont enfermées quelques heures, puis emmenées en camion, attachées deux par deux, à la gare de l'Est, mises dans le train et déportées en Allemagne. Le 13, le trajet s'arrête à Karlsruhe. Des huit femmes, seule Odette Sansom reviendra et pourra faire le récit de ce voyage.
Elle est transférée à Dachau le 12 septembre 1944 avec Éliane Plewman, Yolande Beekman et Noor Inayat Khan. Le lendemain matin, toutes quatre sont exécutées d'une balle dans la nuque. Madeleine a 26 ans.

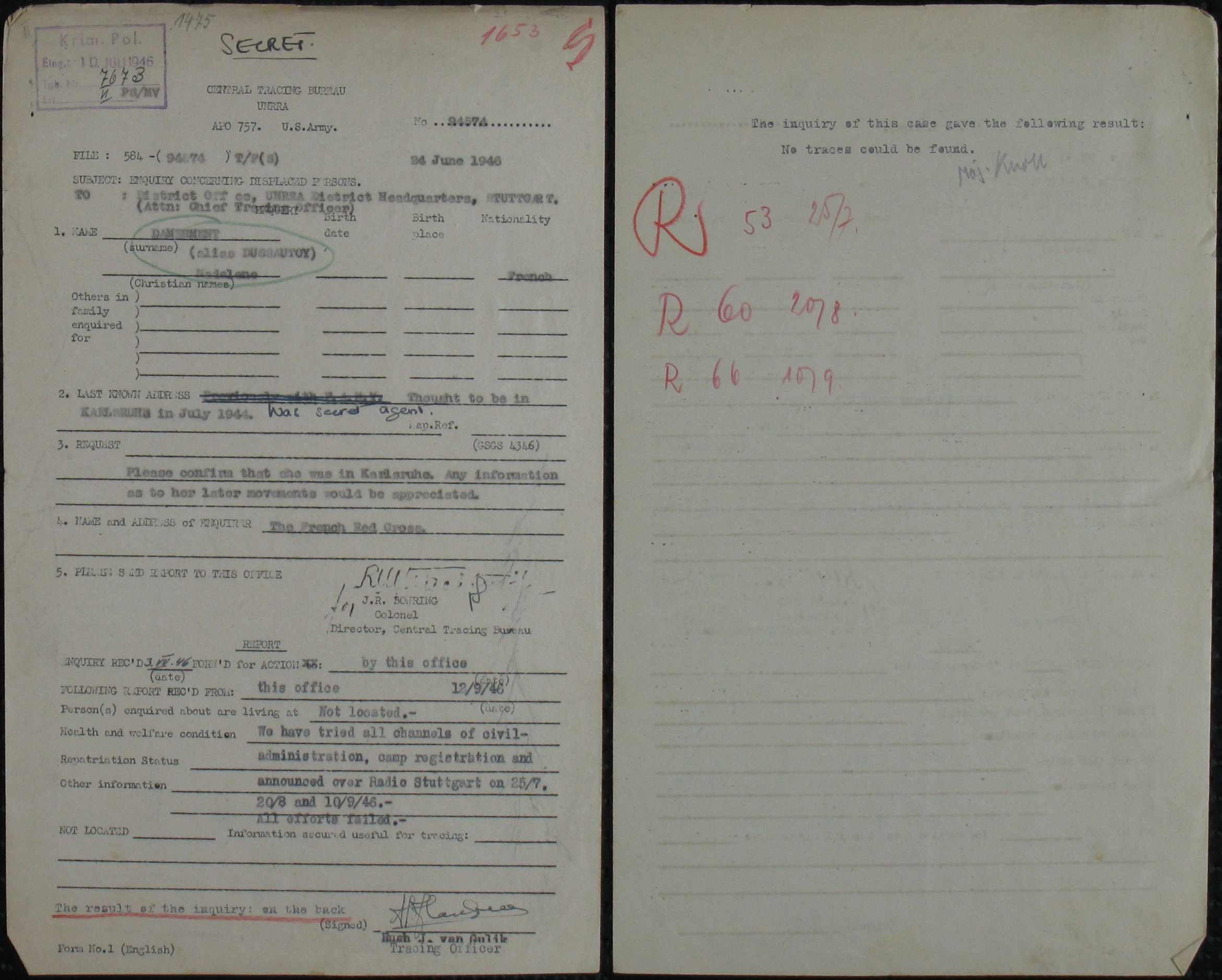
Rapport d'après-guerre sur les efforts pour localiser Madeleine Damerment. Elle a été identifiée comme une agent secret de S.O.E., le rapport a donc été étiqueté « SECRET » (haut de page).

## Distinctions
Madeleine Damerment reçoit, à titre posthume, les décorations suivantes :
- Chevalier de la Légion d'honneur ;
- Croix de guerre 1939–1945 avec étoile de vermeil ;
- Médaille de la Résistance française à titre posthume (décret du 7 juin 1952) ;
- King's Commendation for Brave Conduct (KCBC) (Royaume-Uni).

## Hommages
Madeleine Damerment est enregistrée au Mémorial de Brookwood (Surrey, Grande-Bretagne), panneau 26, colonne 3.
En tant que l'un des 104 agents du SOE section F morts pour la France, elle est honorée au mémorial de Valençay, Indre, France.

### Sources et liens externes
- Fiche Madeleine Damerment, avec photographies : voir le site Special Forces Roll of Honour.
- Michael Richard Daniell Foot, Des Anglais dans la Résistance. Le Service Secret Britannique d'Action (SOE) en France 1940-1944, annot. Jean-Louis Crémieux-Brilhac, Tallandier, 2008,  (ISBN 978-2-84734-329-8). Traduction en français par Rachel Bouyssou de (en) SOE in France. An account of the Work of the British Special Operations Executive in France, 1940-1944, London, Her Majesty's Stationery Office, 1966, 1968 ; Whitehall History Publishing, in association with Frank Cass, 2004. Ce livre présente la version officielle britannique de l’histoire du SOE en France.
- Monika Siedentopf, Parachutées en terre ennemie, Perrin, 2006, p. 121-123.